# Domeci, Pelàgia, Àquila i Teodosi de Cesarea
Domeci, Pelàgia, Àquila i Teodosi (Frígia o Palestina, s. IV - Cesarea de Palestina, ca. 362) foren cristians, morts màrtirs durant la persecució de Julià. Són venerats com a sants a tota la cristiandat. Una falsificació històrica tardana, sense fonament, els convertí en naturals de Tarragona. El martirologi romà els celebra el 23 de març.

## Hagiografia
Domeci apareix al Menologi romà d'Orient de Basili II com a màrtir, originari de Frígia i executat durant el regnat de Julià l'Apòstata: "Dometius Christi martyr, tyrannidem exercente Juliano Apostata, fuit e Phrygia oriundus". El Martirologi romà indica, sense citar-ne fonts, que fou martiritzat a Cesarea de Palestina. Ell mateix hauria provocat la seva detenció, en atacar obertament les creences paganes durant un acte de culte als déus. Empresonat, fou torturat i decapitat.
Altres fonts romanes d'Orient esmenten que Domeci fou mort amb altres companys cristians. El martirologi romà cita: Pelàgia, Àquila, Eparqui i Teodòsia, però hi ha dues errades de transcripció de l'original grec, ja que "eparchius" no fa referència a un nom propi, sinó al càrrec d'eparca o governador que tindria Àquila, i el nom de Teodòsia correspon, en realitat, a un home, Teodosi. Per tant, els companys haurien de ser: Pelàgia, Àquila i Teodosi.

## Domeci, Pelàgia, Àquila, Eparqui i Teodòsia de Tarragona
El 1619 es va publicar la falsa crònica atribuïda a l'autor tardoromà Luci Flavi Dextre, escrita uns anys abans pel jesuïta Jerónimo Román de la Higuera; en ella, reescrivia la història de les esglésies hispàniques dels primers segles, amb la intenció de fer-les més antigues i de vincular-les a personalitats santes reals. Sense cap fonament històric ni cap tradició secular al darrere, Higuera va convertir els cinc màrtirs de Cesarea en naturals de Tarragona i màrtirs a la mateixa ciutat. Segons aquesta història, van patir martiri cap al 300, durant les persecucions de Dioclecià.
La història dels sants vinculats a Tarragona té un abast local i mai no ha estat reconeguda per l'Església ni pels historiadors, per la qual cosa els pretesos màrtirs de Tarragona no figuren al santoral ni al Martirologi romà, tot i que algunes obres i santorals espanyols els han recollit. A més, l'aparició tardana de la llegenda va fer que no arrelés en la ciutat, on no ha tingut mai cap devoció popular ni un culte reconegut.